# Damian McKenzie
Damian Sinclair McKenzie (* 20. dubna 1995 Invercargill) je ragbista hrající za klub Waikato Chiefs a novozélandskou reprezentaci. Jeho nejpreferovanější pozice jsou útoková spojka a zadák.  
V roce 2021 se stal se svým současným klubem vítězem Super Rugby a v dubnu 2023 za ně odehrál 100.zápas. Mezitím si zahrál v roce 2022 za Tokio Sungoliath, se kterým prohrál finále japonské ligy a stal se s 193 body nejproduktivnějším hráčem té soutěže. V roce 2024 se stal se 177 body nejproduktivnějším hráčem Super Rugby. Následující rok byl s 209 body také nejlépe bodujícím hráčem soutěže. 
V roce 2024 byl World Rugby zvolen do nejlepší sestavy světa. S reprezentací vyhrál sedmkrát Rugby Championship (2016–2020, 2021, 2023). V roce 2024 si na tomto turnaji připsal nejvíce bodů (62) ze všech hráčů. Zúčastnil se MS 2023, kde se svou zemí skončil na druhém místě. Předešlého světového šampionátu se nezúčastnil kvůli zranění. Je klaustrofobik.